# Javier Cohene
Javier Antonio Cohene Mereles (Pirayú, Paraguay; 3 de mayo de 1987) es un futbolista paraguayo-palestino que juega como defensor, actualmente en el Borac Čačak de la SuperLiga Serbia.

## Trayectoria
El jugador se había consagrado campeón en el Paraguay de la 35ª edición del Campeonato Nacional de Interligas 2006, con la selección de su ciudad natal, la Liga Pirayuense de Deportes. Más tarde, en 2007 emigra a Portugal para jugar por el SC Olhanense de la Segunda División. 
Durante el segundo semestre de 2009 estuvo a prueba en River Plate de Argentina, pero el técnico Néstor Gorosito decidió no incorporarlo al plantel profesional.
Al finalizar el 2009 fue transferido al club Sportivo Luqueño de su país natal, actualmente se encuentra jugando en el Futebol Clube Paços de Ferreira de la Primera División de Portugal.

## Selección Internacional
Al no tener oportunidades en la selección nacional, encontró lugar en la de Palestina, donde ya debutó y anotó un gol. Fue contra Taipéi, victoria 7-3.

## Clubes
| Club                            | País      | Año         |
| ------------------------------- | --------- | ----------- |
| Pirayú Sport                    | Paraguay  | 2005-2006   |
| Passo Fundo                     | Brasil    | 2007        |
| SC Olhanense                    | Portugal  | 2007-2009   |
| River Plate                     | Argentina | 2009        |
| Sportivo Luqueño                | Paraguay  | 2010        |
| Futebol Clube Paços de Ferreira | Portugal  | 2010 - 2013 |
| Vitória Futebol Clube           | Portugal  | 2013 - 2014 |
| FK Borac Čačak                  | Serbia    | 2014 -      |